# Tit Fadi Gal
Tit Fadi Gal (en llatí Titus Fadius Gallus) va ser un magistrat romà del segle i aC.
Era qüestor de Ciceró quan va ser cònsol l'any 63 aC, i el 57 aC va ser elegit tribú de la plebs. En aquesta segona magistratura va intentar juntament amb altres que Ciceró tornés del seu desterrament. Més tard, per causes desconegudes, va haver d'anar a l'exili, i Ciceró, en una carta que encara existeix, el consolava en la seva dissort.